# Pente de Dirac

Gráfico de comb(x/τ). A função é par e tem período τ.

Em matemática, o Pente de Dirac é uma distribuição (ou função generalizada) obtida a partir do Delta de Dirac. Em engenharia elétrica, também recebe os nomes de função sha ( ou shah), trem de impulsos e função de amostragem. É definida da maneira seguinte, como um conjunto infinito de impulsos unitários, espaçados de uma unidade:
{\displaystyle comb(x)\;=\;\sum _{k\;=\;-\infty }^{\infty }\delta (x\;-\;k)\;\;\;\;\;(1)}
onde {\displaystyle \delta (x)} é o Delta de Dirac e {\displaystyle k} é um número inteiro.
Alguns autores usam para denotá-la o símbolo Ш (letra cirílica sha), por brevidade. Esse símbolo alude, evidentemente, à forma do seu gráfico em coordenadas cartesianas (ver figura ao lado).
A distribuição é periódica com período = 1. Pode-se definir a distribuição de uma forma mais genérica, com período τ, da maneira seguinte:
{\displaystyle comb\left({\frac {x}{\tau }}\right)\;=\;|\tau |\cdot \sum _{k\;=\;-\infty }^{\infty }\delta \left(x\;-\;{\frac {k}{\tau }}\right)\;\;\;\;\;(2)}.

## Propriedades

### Propriedades elementares
Algumas propriedades são evidentes, a partir da definição:
{\displaystyle comb(-x)\;=\;comb(x)\;\;\;\;\;(3a)}
{\displaystyle comb(x\;+\;n)\;=\;comb(x)\;|\;n\;\in \;\mathbb {Z} \;\;\;\;\;(3b)}
{\displaystyle comb\left(x\;-\;{\frac {1}{2}}\right)\;=\;comb\left(x\;+\;{\frac {1}{2}}\right)\;\;\;\;\;(3c)}
{\displaystyle \int _{n\;-\;{\frac {1}{2}}}^{n\;+\;{\frac {1}{2}}}comb(x)\;dx\;=\;1\;|\;n\;\in \;\mathbb {Z} \;\;\;\;\;(3d)}
{\displaystyle comb(x)\;=\;0\;|\;x\;\not \in \;\mathbb {Z} \;\;\;\;\;(3e)}

### Amostragem
O Pente de Dirac exibe a propriedade de, para qualquer função {\displaystyle f(x)},
{\displaystyle comb(x)\cdot f(x)\;=\;f(k)\;=\;\sum _{k\;=\;-\infty }^{\infty }f(k)\cdot \delta (x\;-\;k)\;\;\;\;\;(3f)}
A propriedade dada por (3f) é o que torna o Pente de Dirac importante na Teoria da Amostragem. A multiplicação de comb(x) a uma função qualquer f(x) resulta numa sequência f(k) que espelha os valores originais em pontos específicos e anula o resto. Daí decorre que
{\displaystyle \int _{-\infty }^{\infty }comb(x)\cdot f(x)\;dx\;=\;\sum _{k\;=\;-\infty }^{\infty }f(k)\;\;\;\;\;(3g)}
Outra propriedade útil está relacionada à convolução:
{\displaystyle comb(x)\;*\;f(x)\;=\;\sum _{k\;=\;-\infty }^{\infty }f(x\;-\;k)\;\;\;\;\;(3h)}
A convolução com o Pente de Dirac gera uma sequência em que os valores de f(x) em determinados instantes são replicados periodicamente. Se f(x) ≠ 0 para |x| > 1, haverá superposição entre os valores mas, no caso de f(x) ≠ 0 apenas para |x| < 1, a sequência resultante será periódica com período igual a uma unidade.

### Série de Fourier
É evidente a partir da definição da própria função que o Pente de Dirac {\displaystyle {comb}_{T}(x)} é periódico com período {\displaystyle T}. De modo que:
{\displaystyle {comb}_{T}(x+T)\;=\;{comb}_{T}(x)} {\displaystyle ,\forall \;x}.
A Série de Fourier da função na forma exponencial é do tipo:
{\displaystyle {comb}_{T}(x)=\sum _{n=-\infty }^{+\infty }c_{n}e^{2\pi in{\frac {x}{T}}}\ }
cujos coeficientes de Fourier, {\displaystyle {c}_{n}} são:
{\displaystyle {\begin{aligned}c_{n}\,&={\frac {1}{T}}\int _{x_{0}}^{x_{0}+T}{comb}_{T}(x)e^{-2\pi in{\frac {x}{T}}}\,dx\quad (-\infty <x_{0}<+\infty )\\[4pt]&={\frac {1}{T}}\int _{-{\frac {T}{2}}}^{\frac {T}{2}}{comb}_{T}(x)e^{-2\pi in{\frac {x}{T}}}\,dx\\[4pt]&={\frac {1}{T}}\int _{-{\frac {T}{2}}}^{\frac {T}{2}}\delta (x)e^{-2\pi in{\frac {x}{T}}}\,dx\\&={\frac {1}{T}}e^{-2\pi in{\frac {0}{T}}}\\[4pt]&={\frac {1}{T}}.\end{aligned}}}
Logo, todos os coeficientes são iguais a {\displaystyle \;\;{\frac {1}{T}}\;\;} e sua representação em Série de Fourier é:
{\displaystyle {comb}_{T}(x)={\frac {1}{T}}\sum _{n=-\infty }^{\infty }e^{2\pi in{\frac {x}{T}}}\;\;\;\;\;(3i)}

### Transformada de Fourier
O Pente de Dirac exibe a propriedade de invariância em relação ao operador Transformada de Fourier:
{\displaystyle {\mathcal {F}}\{comb(x)\}\;=\;comb(f)\;=\;\sum _{k\;=\;-\infty }^{\infty }e^{-i\cdot 2\pi f\cdot k}\;=\;\sum _{k\;=\;-\infty }^{\infty }\delta (f\;-\;k)\;\;\;\;\;(3j)}
(a definição do Delta de Dirac no domínio da frequência é 
{\displaystyle \delta (f)=e^{-i\cdot 2\pi f}} ).

## Extensão para espaços com mais dimensões
As expressões (1) e (2) definem o Pente de Dirac em um espaço euclideano bidimensional, isto é, com uma variável independente x. Essas definições podem ser generalizadas facilmente de modo a contemplar espaços com mais dimensões. A expressão
{\displaystyle \left.^{2}\right.comb(x,y)\;=\;\sum _{j\;=\;-\infty }^{\infty }\sum _{k\;=\;-\infty }^{\infty }\left.^{2}\right.\delta (x\;-\;j,y\;-\;k)\;\;\;\;\;(4)}
define o Pente de Dirac com duas variáveis independentes x e y, uma distribuição conhecida como cama de pregos (ing. "bed of nails"). 2δ(x,y) é a generalização do Delta de Dirac para duas variáveis independentes x e y: 2δ(x,y) = δ(x)·δ(y). Da mesma forma,
{\displaystyle \left.^{3}\right.comb(x,y,z)\;=\;\sum _{j\;=\;-\infty }^{\infty }\sum _{k\;=\;-\infty }^{\infty }\sum _{l\;=\;-\infty }^{\infty }\left.^{3}\right.\delta (x\;-\;j,y\;-\;k,z\;-\;l)\;\;\;\;\;(5)}
define o Pente de Dirac para três variáveis independentes x, y e z. Expressões similares podem ser escritas para dimensões superiores.
Equivalentes multidimensionais da expressão (2) seguem a forma seguinte:
{\displaystyle \left.^{2}\right.comb\left({\frac {x}{\tau _{x}}},{\frac {y}{\tau _{y}}}\right)\;=\;|\tau _{x}\cdot \tau _{y}|\cdot \sum _{j\;=\;-\infty }^{\infty }\sum _{k\;=\;-\infty }^{\infty }\left.^{2}\right.\delta \left(x\;-\;{\frac {j}{\tau _{x}}},y\;-\;{\frac {k}{\tau _{y}}}\right)\;\;\;\;\;(6a)}
{\displaystyle \left.^{3}\right.comb\left({\frac {x}{\tau _{x}}},{\frac {y}{\tau _{y}}},{\frac {z}{\tau _{z}}}\right)\;=\;|\tau _{x}\cdot \tau _{y}\cdot \tau _{z}|\cdot \sum _{j\;=\;-\infty }^{\infty }\sum _{k\;=\;-\infty }^{\infty }\sum _{l\;=\;-\infty }^{\infty }\left.^{3}\right.\delta \left(x\;-\;{\frac {j}{\tau }},y\;-\;{\frac {k}{\tau _{y}}},z\;-\;{\frac {l}{\tau _{z}}}\right)\;\;\;\;\;(6b)}

### Propriedades
A distribuição 2comb(x,y) exibe as seguintes propriedades notáveis:
{\displaystyle \left.^{2}\right.comb(x,y)\;=\;comb(x)\cdot comb(y)\;\;\;\;\;(7a)}
{\displaystyle \int _{-\infty }^{\infty }\int _{-\infty }^{\infty }f(x,y)\cdot \left.^{2}\right.comb(x,y)\;dx\;dy\;=\;\sum _{j\;=\;-\infty }^{\infty }\sum _{k\;=\;-\infty }^{\infty }f(j,k)\;\;\;\;\;(7b)}
{\displaystyle \left.^{2}\right.comb(x\;+\;m,y\;+\;n)\;=\;\left.^{2}\right.comb(x,y)\;|\;m,n\;\in \;\mathbb {Z} \;\;\;\;\;(7c)}
{\displaystyle f(x,y)\cdot \left.^{2}\right.comb(x,y)\;=\;\sum _{j\;=\;-\infty }^{\infty }\sum _{k\;=\;-\infty }^{\infty }f(j,k)\cdot \left.^{2}\right.\delta (x\;-\;j,y\;-\;k)\;\;\;\;\;(7d)}
e, inclusive com relação à transformação de Fourier:
{\displaystyle \left.^{2}\right.{\mathcal {F}}\{\left.^{2}\right.comb(x,y)\}\;=\;\left.^{2}\right.comb(x,y)\;\;\;\;\;(7e)}
As propriedades (7b), (7c), (7d) e (7e) são extensões multidimensionais das propriedades (3g), (3b), (3f) e (3i), respectivamente.
Propriedades semelhantes podem ser deduzidas para pentes de ordem maior.

### Outras funções importantes em espaços multidimensionais
Em um espaço com duas variáveis independentes, a distribuição comb(x) denota uma grade composta por planos paralelos ao eixo Y, e comb(y), uma grade com planos paralelos ao eixo X. comb(x)·δ(y) denota uma linha de impulsos dispostos ao longo do eixo X, e comb(y)·δ(x) denota uma linha de impulsos dispostos ao longo do eixo Y. Ainda mais interessante é a seguinte propriedade:
{\displaystyle \left.^{2}\right.{\mathcal {F}}\{comb(x)\}\;=\;comb(x)\cdot \delta (y)\;\;\;\;\;(7f)}
{\displaystyle \left.^{2}\right.{\mathcal {F}}\{comb(x)\cdot \delta (y)\}\;=\;comb(x)\;\;\;\;\;(7g)}

## Pente geométrico de Dirac
Em algumas aplicações, é conveniente definir o pente geométrico de Dirac
{\displaystyle \Delta _{a}^{r}(\nu )\;=\;\sum _{k\;=\;-\infty }^{\infty }a^{-kr}\cdot \delta (\nu \;-\;a^{k})\;=\;\sum _{k\;=\;-\infty }^{\infty }a^{kr}\cdot \delta (\nu \;-\;a^{-k})\qquad |\;a\in {\mathcal {R}},\;a\;>\;0\qquad (8a)}
O nome deve-se ao fato de os valores da função formarem uma progressão geométrica com razão a; o pente de Dirac "comum" recebe às vezes o nome de pente aritmético de Dirac para evitar confusões.